# Бондарчук Спиридон Лазарович
Спиридон Лазарович Бондарчук (нар. 1912 — ?) — український радянський і партійний діяч, голова виконавчого комітету Львівської міської ради депутатів трудящих.

## Життєпис
Член КПРС.
13 березня 1958 — 20 серпня 1959 р. — голова виконавчого комітету Львівської міської ради депутатів трудящих.
У серпні 1959 — 27 січня 1962 р. — начальник Львівського обласного управління місцевої промисловості. Звільнений від обов'язків начальника управління «як такий, що не виправдав себе на роботі».